# Ernest Freed

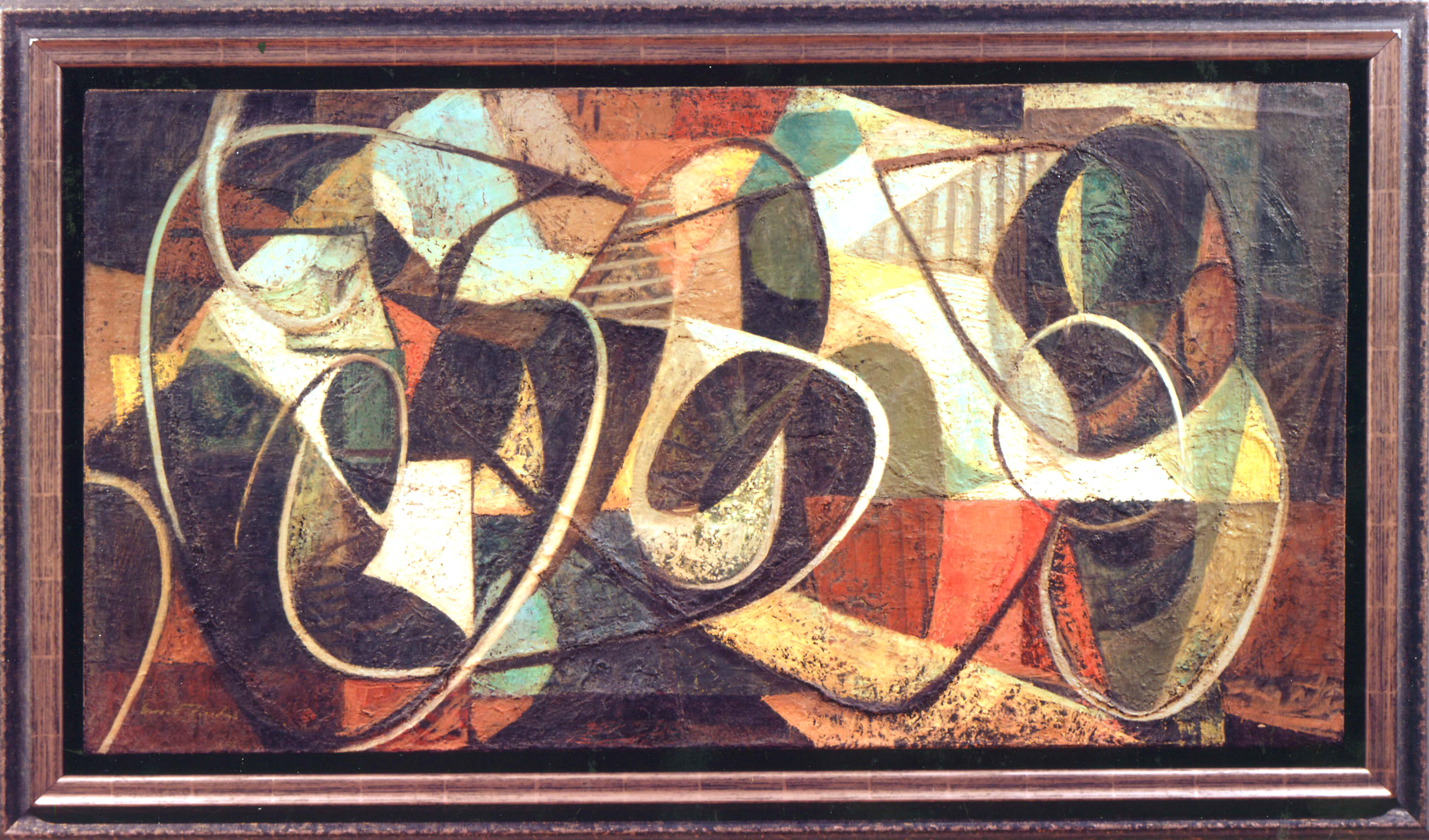
Abstract Composition (1948)

Ernest Bradfield Freed (geboren 20. Juli 1908 in Rockville, Indiana; gestorben Juni 1974 in Northridge, Los Angeles) war ein US-amerikanischer Maler.

## Leben
Ernest Bradfield Freed wuchs auf einer Farm auf und begann seine formelle Ausbildung 1926 am Indiana State Teachers College. 1927 ging er an die University of Illinois und machte dort 1931 einen B.S. in Pädagogik und 1933 einen B.F.A. in Kunst. Mit einem Stipendium setzte er seine künstlerische Ausbildung an der Pennsylvania Academy of the Fine Arts fort und studierte von 1935 bis 1937 an der University of Iowa, wo er einen M.A. als Freskant machte. 1936 hatte er eine Tiffany Fellowship und seine erste Ausstellung.
Freed arbeitete als Kunstdozent an der University of Iowa und an der Bradley University. Ab 1954 arbeitete er als Kunstprofessor am Otis Art Institute in Los Angeles.
Freed hatte Ausstellungen in der Landau Gallery in Los Angeles, im Cranbrook Museum, im Winnipeg Museum und an verschiedenen Universitäten.
Werke Freeds sind vorhanden im Baltimore Museum of Art, Philadelphia Museum of Art, Metropolitan Museum, Brooklyn Museum, Cranbrook Museum, Los Angeles County Museum of Art, Victoria and Albert Museum sowie der Smithsonian Institution, der Library of Congress, der University of Southern California und in einer Bibliothèque nationale.